# Jean Hey
Pour les articles homonymes, voir Hey, Jean Hay et Hay.

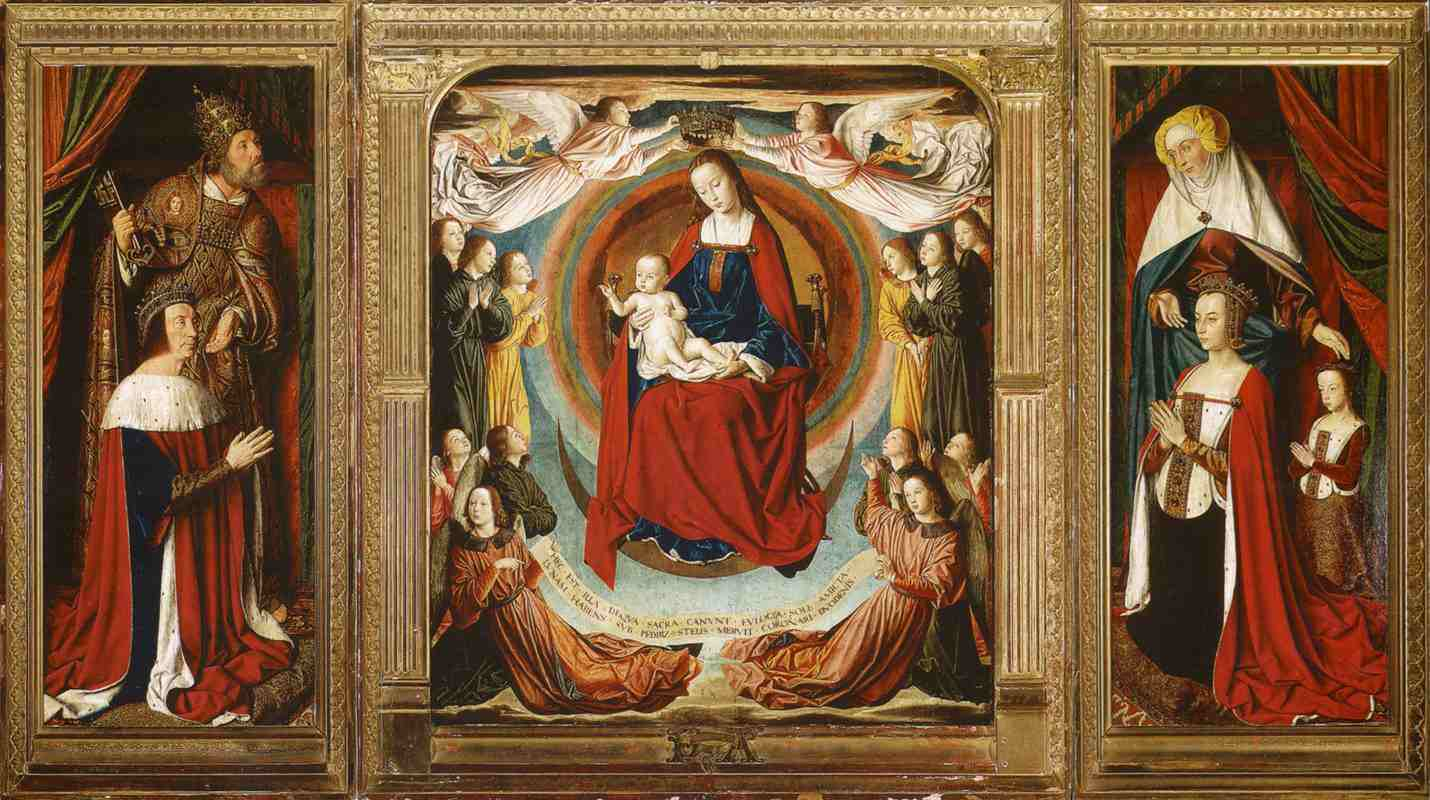
Triptyque de la Vierge en gloire entourée d'anges, dit Triptyque du Maître de Moulins, 1502, cathédrale Notre-Dame de Moulins.

Jean Hey, également connu comme Jean Hay et, d'après une hypothèse aujourd'hui la plus couramment admise, comme le Maître de Moulins, est un peintre, dessinateur de cartons et enlumineur français actif entre 1475 et 1505.
D'origine flamande, il travaille successivement à la cour de Charles de Bourbon puis de Pierre II de Bourbon. Hey est un des plus grands peintres de la fin du XVe et du début du XVIe siècle. Son style, qui puise son inspiration dans la peinture d'Hugo van der Goes et de Jean Fouquet, se modifie pour participer de l'évolution de la peinture religieuse et de portrait de son temps.

## Sources d'information
Cinq documents permettent d'avoir des informations sur Jean Hey : un texte des archives de la ville de Bruxelles, une pièce des archives départementales du Rhône sur une affaire immobilière de 1488, une délibération de 1488 du chapitre cathédral, un Ecce homo de 1494 au dos duquel une mention le lui attribue et un éloge de Jean Lemaire de Belges.

## Historiographie

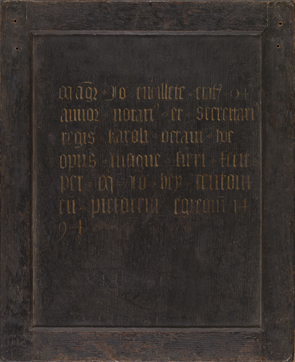
Face arrière de l'Ecce Homo de Jean Hey, 1494, Musées royaux des beaux-arts de Belgique, Bruxelles.

L'hypothèse part du fait qu'existe dans les archives concernant les comptes du duc Pierre II de Bourbon, un document citant Maistre Jehan le paintre. Diverses tentatives ont donc été menées pour identifier le Maître de Moulins avec des artistes connus tels : Jean Hey ou Jean Perréal ou Jean Prévost, mais aucune n'a remporté l'assentiment général jusqu'à une date récente.
Dès 1968, Charles Sterling a proposé le nom de Jean Hey. André Chastel dans sa synthèse L'Art français prend parti pour Jean Hey dans l'attribution des œuvres du Maître de Moulins.
Albert Châtelet a proposé en 2001 d'identifier le Maître de Moulins avec le peintre lyonnais Jean Prévost actif de 1471 à 1497. Pierre-Gilles Girault et Étienne Hamon précisent leur position sur les documents trouvés et donnent leur accord sur l'identification de Jean Hey avec Jehan le peintre travaillant pour le duc de Bourbon en 1503 défendue par Nicole Reynaud. Des échanges ont ensuite lieu qui ne modifient pas les positions des uns et des autres.
Dans son ouvrage de 2006 sur la peinture française du XVe siècle, Bottineau-Fuchs, tout en soulignant qu'Albert Châtelet défend toujours l'option Jean Prévost, adopte l'hypothèse de l'identité entre le Maître de Moulins et Jean Hey.
Les organisateurs de l'exposition de 2011 France 1500 identifient le Maître de Moulins à Jean Hey. Cette identification est faite à partir de l'authentification, grâce à une inscription au dos, du tableau Ecce Homo, réalisé par Hey pour Jean Cueillette, notaire et trésorier du duc de Bourbon. Selon le catalogue de l'exposition, cette identification est aussi corroborée par des documents retrouvés à Lyon mentionnant Jean Hey comme peintre du cardinal Charles de Bourbon dans les années 1480. Le catalogue attribue à Jean Hey le Triptyque de la Vierge en gloire entourée d'anges ou Triptyque du Maître de Moulins (non présent à l'exposition) et la Nativité avec le portrait du cardinal Jean Rolin, première œuvre du Maître de Moulins.
L'identification à Jean Hey est actuellement soutenue par l'ensemble des spécialistes de la question. Les travaux de Charles Sterling, de Nicole Reynaud, de Pierre-Gilles Girault et d'Étienne Hamon ont convaincu la communauté scientifique. En 2011, seul Albert Chatelet persiste à soutenir l'Hypothèse de Jean Prévost.

## Biographie

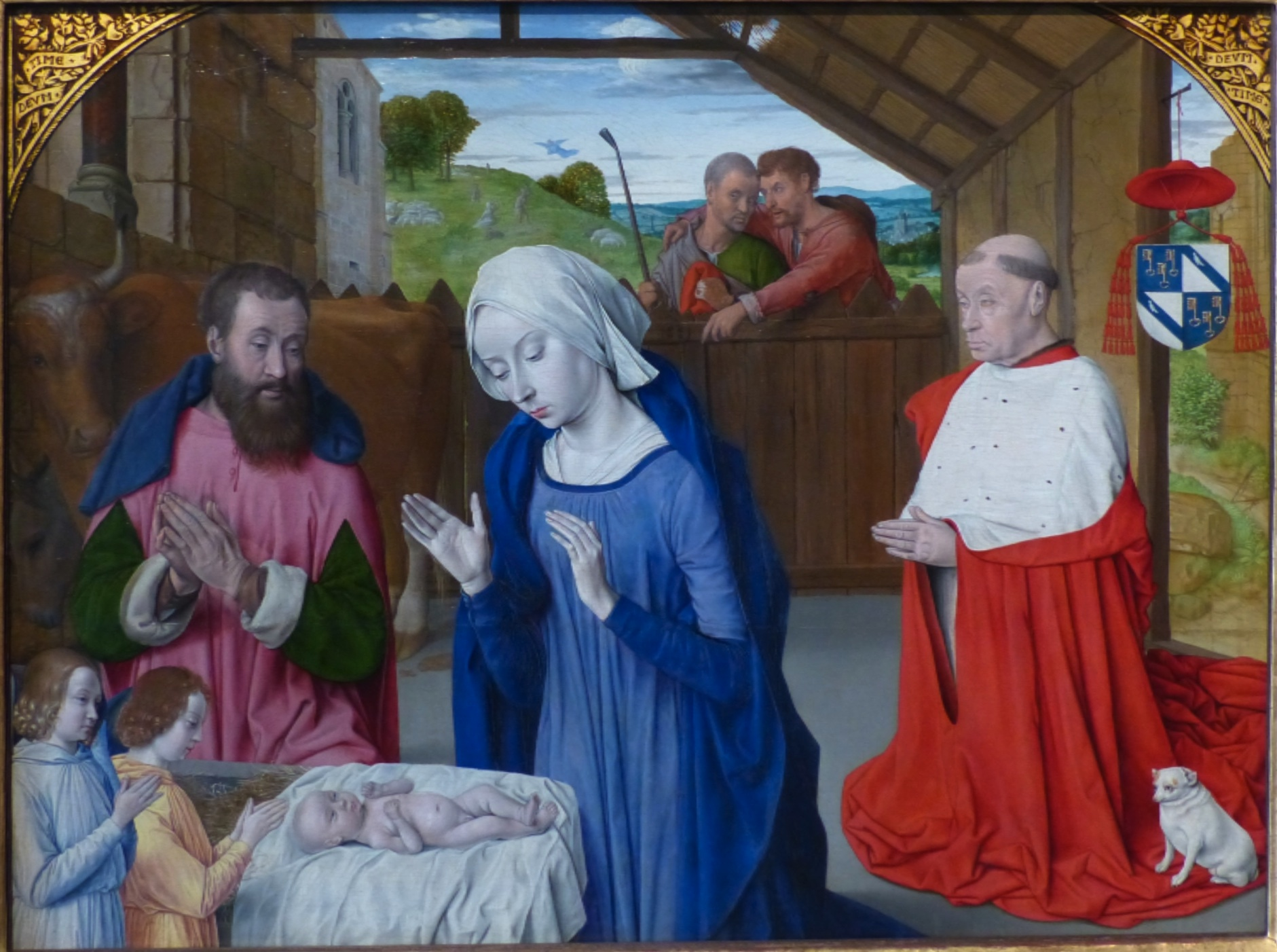
Nativité avec le portrait du cardinal Jean Rolin (env. 1480), musée Rolin, Autun.

Son origine est inconnue, mais l'attribution au dos du Ecce Homo mentionne qu'il est « teutonicus », ce qui indique qu'il serait d'origine flamande bien que les Flamands ne soient pas des teutons. Il semble être formé à Gand au début des années 1470 par Hugo van der Goes. De ce peintre, il est proche par la technique « faite d'un dessin net, d'une mise en page aux perspectives hardies, d'une lumière froide et d'un coloris éclatant ». Ce rapprochement peut se comprendre à l'aide d'un des premiers tableaux de Hey : la Nativité avec le cardinal Jean Rollin. Son paysage ressemble à celui du volet du triptyque d'Hippolyte Berthioz de Poligny réalisé par Hugo van der Goes après 1475.
Jean Hey s'impose comme un des grands peintres en France du XVe siècle, à une époque où les artistes proprement français exécutent peu de tableaux. La plupart rayonnent dans d'autres arts et, malgré Jean Fouquet qui produit surtout des portraits miniatures, Jean Hey reste une exception en France à son époque. Sa personnalité est encore mal connue. Il est actif essentiellement sous celui de Louis XI. Sa production se situe surtout dans le Bourbonnais (surtout à Moulins) et à Lyon. Cet artiste flamand fait partie d'une cohorte de peintres et sculpteurs d'origine nordique attirés par le rayonnement de la cour de France qui viennent chercher protection pour vivre de leur art. Mais Jean Hey est l'un des rares, avec Nicolas Halins dit Nicolas le Flamand, a connaître le succès.

### Au service de Charles de Bourbon

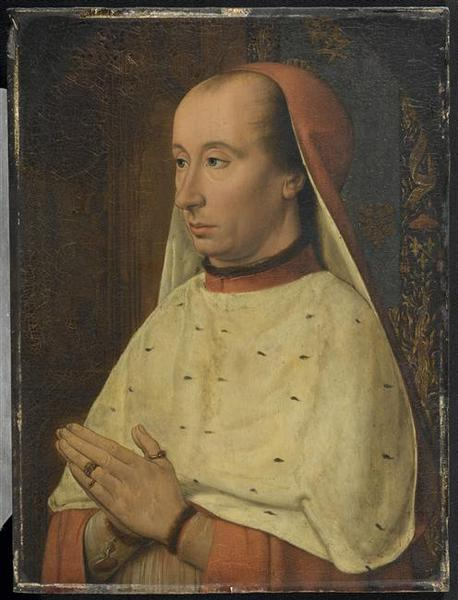
Portrait de Charles de Bourbon, 1476-1480 ou vers 1482, Alte Pinakothek, Munich.

Il est désigné comme un proche de l'archevêque Charles de Bourbon. On ne sait si ce dernier l'a recruté en Flandres ou à la cour de Jean Rolin. Il réalise pour ce dernier un triptyque le représentant et une Nativité probablement destinée à la chapelle Notre-Dame de la cathédrale d'Autun. Ce panneau est peint vers 1480. Il exécute toujours à cette époque le diptyque de dévotion dit du Saint Soldat et donateur, peut-être pour un proche de Charles de Bourbon.
En 1482, Charles de Bourbon le nomme procureur des pauvres du Christ à Lyon, fonction qui consiste à s'assurer du bon usage des legs pieux. Il délègue cette charge au plus vite à un notaire pour se consacrer à son art en tant que peintre officiel de son protecteur, cet office étant uniquement un moyen pour l'archevêque de rétribuer l'artiste. La mention dans la pièce du chapitre cathédral de 1488 le désigne comme peintre de Charles de Bourbon, et indique qu'il est, le jour même de la mort de l'archevêque, démis de sa charge de procureur des pauvres par les chanoines.

### Au service de Pierre II de Bourbon

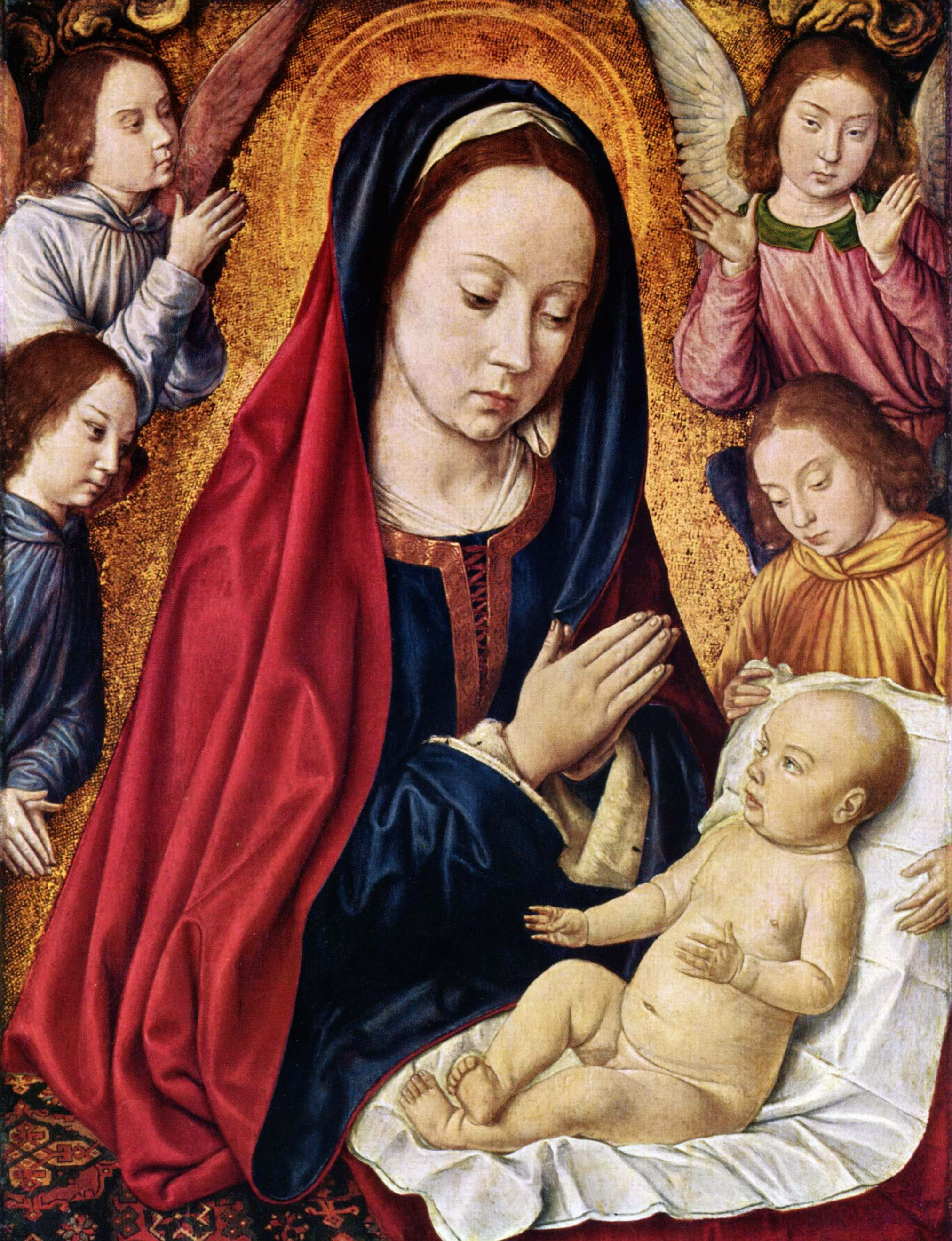
Vierge à l'Enfant adorée par les anges, vers 1490, musées royaux des beaux-arts de Belgique, Bruxelles.

Il entre ensuite au service de Pierre II de Bourbon et, résidant à Moulins, travaille aux vitraux de la cathédrale Notre-Dame. On lui doit le vitrail des Popillon. À la même époque, il exécute plusieurs œuvres pour des personnes de la cour des Bourbons.
En 1490, il peint le portrait de Marguerite d'Autriche. En 1492-1493, il réalise le triptyque mettant en scène Pierre II de Bourbon, son épouse Anne de France et sa fille Suzanne, entourés de saint Pierre et sainte Anne.
En 1494, Jean Hey peint pour le trésorier des Bourbons un homme de douleur : Ecce Homo. C'est en décembre de la même année qu'il réalise le portrait du jeune Charles-Orlant, fils de Charles VIII et d'Anne de Bretagne. À cette époque, il réalise un frontispice pour le manuscrit Les statuts de l'ordre de Saint-Michel que Pierre de Bourbon offre au roi de France. Il peint, toujours à cette même époque, un diptyque dont le volet gauche (le droit est perdu) représente Madeleine de Bourgogne, épouse de Bompar de Laage, chambellan du duc de Bourbon.
Jean Hey est également l'inventeur de trois statues de saint Pierre, sainte Anne et sainte Suzanne, réalisées par Jean de Chartres, au tournant de l'année 1500. Les patrons des statues n'ont pas été conservés, mais leur très grande ressemblance avec les figures du triptyque de la Vierge réalisé pour la cathédrale de Moulins en 1498-1499 permet de les lui attribuer. Il semble également avoir produit les dessins destinés à la réalisation d'un bas-relief destiné à un tombeau représentant La Dormition de la Vierge.

## Fin de carrière, influence et renommée
« L'impact de Jean Hey dans la région a dû être considérable ». Il est nommé dans un poème composé en 1504, la Plainte du désiré, de Lemaire de Belges ; où l'auteur le place sur un pied d'égalité avec Le Pérugin, Giovanni Bellini et Jehan Perréal,. Cette mention semble prouver que Jean Hey n'est pas décédé à cette date, car de Belges l'apostrophe avec cette phrase : « Et toy, Iehan Hay, ta noble main chomme elle ? »,.
En 1972, la Poste a émis un timbre de Robert Cami reproduisant un tableau du musée du Louvre, il représente Pierre II de Bourbon présenté par saint Pierre.

## Style
Avec son œuvre Ecce Homo, Jean Hey produit une réalisation novatrice, notamment avec la présentation d'un Christ nu, sans le manteau rouge. Elle s'inspire de tableaux italiens, mais tout en s'inscrivant dans la tradition française de son temps.

## Œuvres

### Peintures

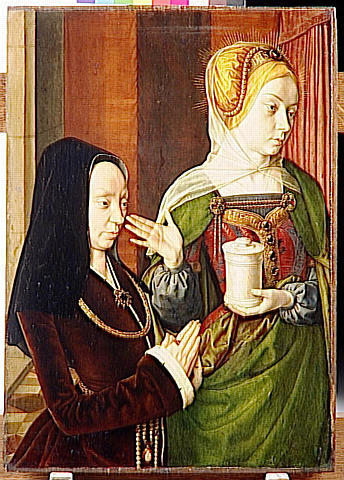
Portrait présumé de Madeleine de Bourgogne, dame de Laage, présentée par sainte Madeleine de Bourgogne, 1490-1495, musée du Louvre, Paris.

- Portrait de Charles de Bourbon, 1476-1480[10] ou vers 1482[11],[23], huile sur bois, 34 × 25 cm, Alte Pinakothek, Munich. Inv. WAF 648.

Ce tableau est la partie droite d'un diptyque de dévotion, le volet gauche a disparu, il devait représenter la Vierge à l'Enfant. L'analyse du dessin sous-jacent permet de voir que Hey a idéalisé et rajeuni les traits de son commanditaire. Ceci, ajouté à l'exceptionnelle richesse du décor ecclésiastique, montre bien la volonté de flatter son protecteur de la part de l'artiste. Plusieurs historiens ont proposé de dater le tableau de 1476. Ce portrait figure parmi les plus remarquables de son époque en France, il a impressionné les artistes lyonnais, tels Jean Perréal.
- Nativité avec le portrait du cardinal Jean Rolin, vers 1480, huile sur bois, 56,6 × 74,4 cm, musée Rolin, Autun.

Ce tableau est très influencé par Hugo van der Goes, tout en manifestant un adoucissement.
- Vierge à l'Enfant adorée par les anges, vers 1490, huile sur bois, 38,5 × 29,5 cm, musées royaux des beaux-arts de Belgique, Bruxelles.
- Portrait de Marguerite d'Autriche, vers 1490, huile sur bois, 32,7 × 23 cm, Metropolitan Museum, New York, Inv. 1975.1.130.

Ce portrait légèrement idéalisé de Marguerite d'Autriche a été réalisé avant que Charles VIII ne la répudie pour épouser Anne de Bretagne, comme l'attestent les « C » et « M » qui émaillent sa robe. Le dessin préparatoire a dû être réalisé par Jean Hey lors de la visite de Marguerite à la cour des Bourbon à Noël 1490. la jeune fille est présentée comme une adulte en miniature, avec ses défauts atténués : « La lourdeur de la lèvre inférieure, l'arrondi de la lèvre supérieure et l'importance du nez sont bien visibles sans être soulignés, mais ils se fondent en une élégante arabesque ».
- Pierre II, sire de Beaujeu, duc de Bourbon, présenté par saint Pierre, vers 1492, huile sur bois, 74 × 67 cm, musée du Louvre, Paris, volet gauche d'un triptyque avec le volet d'Anne de France[26].
- Anne de France, dame de Beaujeu, duchesse de Bourbon présentée par saint Jean l'évangéliste, vers 1492, huile sur bois, 73 × 53 cm, musée du Louvre, Paris[26],[27].
- Suzanne de Bourbon, dit enfant en prière (1491-1521, fille d’Anne de France et de Pierre II), vers 1492, huile sur bois, 27 × 16 cm, musée du Louvre, Paris, fragment découpé du volet droit d'Anne de France[26],[27].

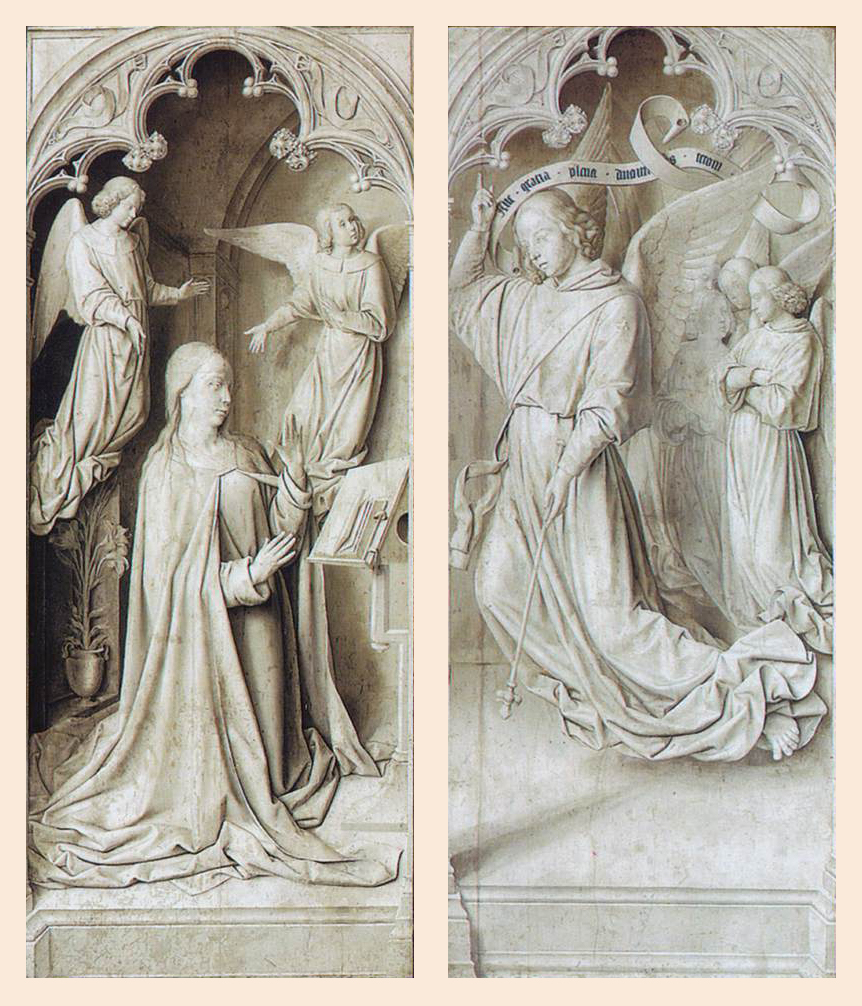
Annonciation, volets fermés du Triptyque du Maître de Moulins, 1502, cathédrale Notre-Dame de Moulins.

- Portrait présumé de Madeleine de Bourgogne, dame de Laage, présentée par sainte Madeleine de Bourgogne, 1490- 1495,huile sur bois, 56 × 40 cm, musée du Louvre, Paris.

Volet gauche de diptyque ou triptyque. Le modèle était la fille naturelle du duc de Bourgogne Philippe le Bon épouse de Bompar de Laage, chambellan du duc de Bourbon.
- Portrait du dauphin Charles-Orlant, fils du roi Charles VIII et d'Anne de Bretagne, 1494, huile sur bois, 39 × 33 cm, musée du Louvre, Paris.
- Ecce Homo, 1494, huile sur bois, 39 × 30 cm, musées royaux des beaux-arts de Belgique, Bruxelles.

Une des premières communications sur le tableau date de 1911 avec le premier débat sur l'identification de son auteur. À cette date, l'œuvre est la propriété de M. Michy, de Chécy. Cette peinture est signée à son dos « Johannes Hey Teutonicus », elle apparait essentielle pour l'identification de l'artiste.
- Vierge allaitant l'Enfant entourée de quatre anges en prière, vers 1495, huile sur bois, 36,5 × 27,5 cm, musée de Cluny, Paris[29].
- Annonciation, 1490-1495, huile sur bois, 72,5 × 50,1 cm, Art Institute of Chicago[15].
- Charlemagne et la rencontre de sainte Anne et de saint Joachim à la Porte dorée, avant 1500, huile sur bois, 72 × 59 cm, National Gallery, Londres, volet de diptyque associé à l'Annonciation[15].
- Saint saint Maurice (ou saint Victor) et donateur, vers 1500-1505, huile sur bois, 58,4 × 49,5 cm, Kelvingrove Art Gallery and Museum, Glasgow.

Ce tableau est le volet droit d'un diptyque semblable à la formule alors mise à la mode par Jean Fouquet. Le saint guerrier représenté n'a pas encore été identifié avec certitude. « Par la clarté de la mise en page, la définition estompée de ses modelés et le traitement moelleux de ses textures », il est très proche de deux œuvres originellement ensemble : le Charlemagne et l'Annonciation.
- Triptyque de la Vierge en gloire entourée d'anges, dit Triptyque du Maître de Moulins, 1502, tempera sur bois, 157 × 283 cm, cathédrale Notre-Dame de Moulins.
- Saint Jean l'Évangéliste (fragment  d'un Portement de Croix), vers 1500-1505, huile sur bois, 27,3 × 20 cm, Art Institute of Chicago.
- Vierge de douleur (fragment d'un Portement de Croix), vers 1500-1505, huile sur bois, 27,5 × 19,9 cm, Art Institute of Chicago.
- Pietà avec saint Jean l'évangéliste et sainte Madeleine, entourage de Jean Hey, 1475-1500, huile sur bois, 34 × 25 cm, musée du Louvre, Paris.

Peintures
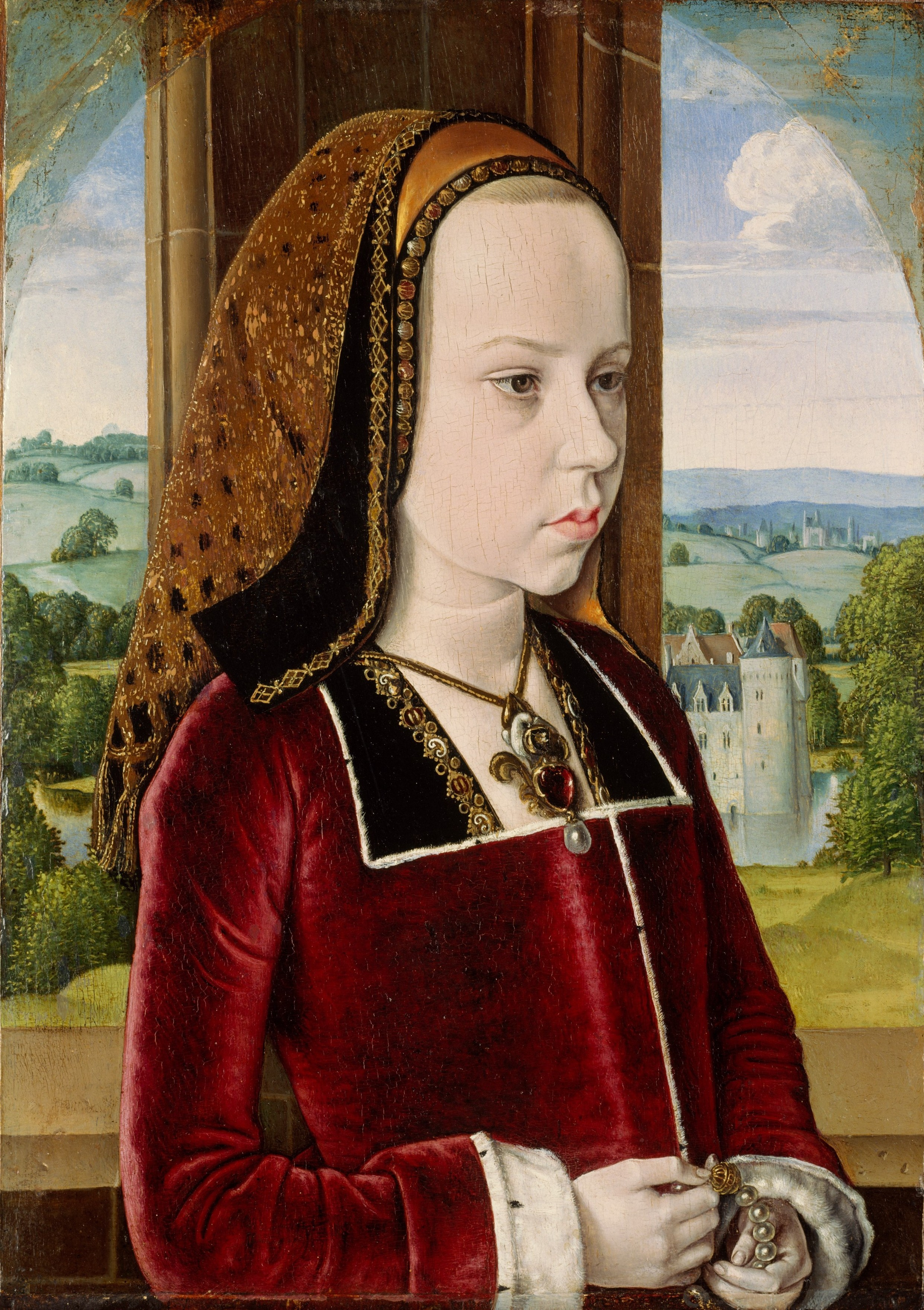
Portrait de Marguerite d'Autriche, 1490, huile sur bois, 32,7 × 23 cm, Metropolitan Museum, New York
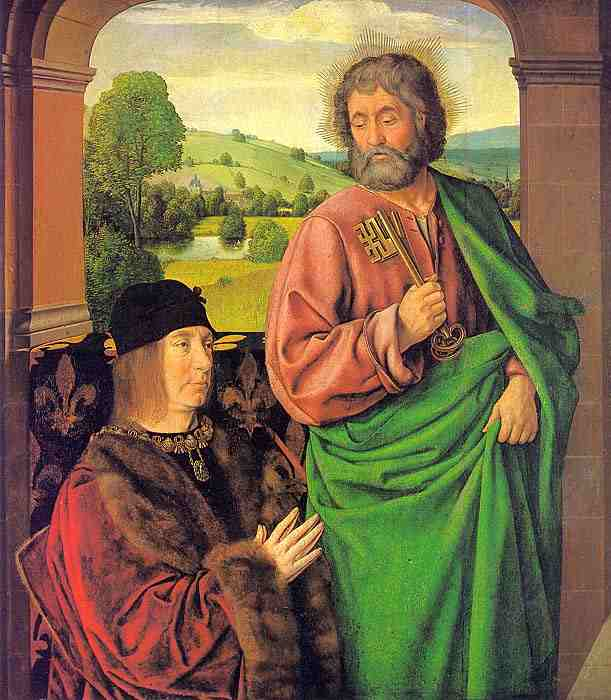
Pierre de Bourbon présenté par saint Pierre, vers 1492, huile sur bois, musée du Louvre, Paris.
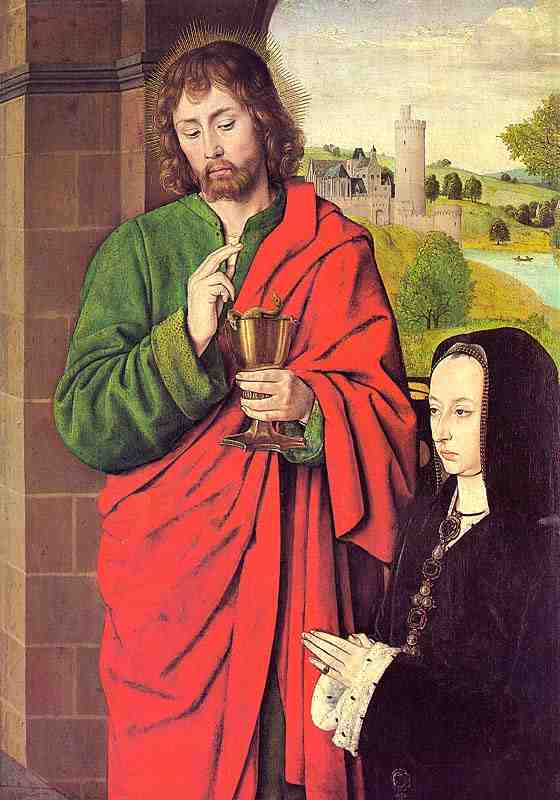
Anne de France, dame de Beaujeu, duchesse de Bourbon (1462-1522) présentée par  saint Jean l'Évangéliste, vers 1492, musée du Louvre.
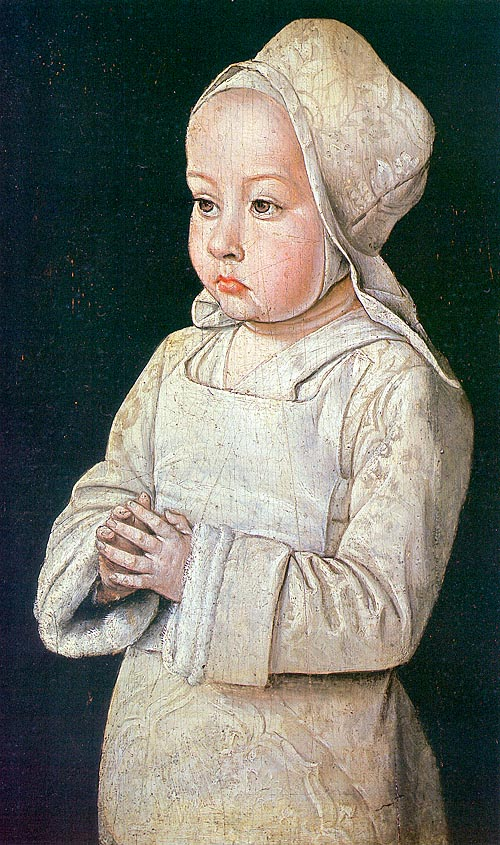
Suzanne de Bourbon (1491-1521), dit enfant en prière, vers 1492, musée du Louvre.
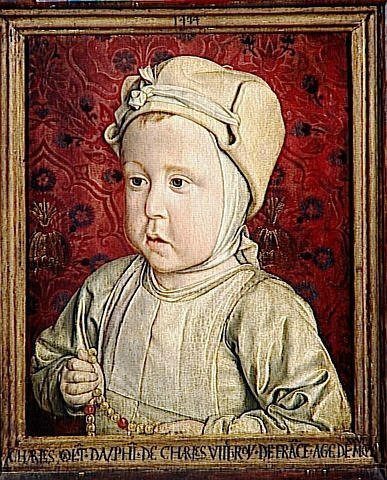
Portrait du dauphin Charles-Orlant, fils du roi Charles VIII et d'Anne de Bretagne, 1494, musée du Louvre.
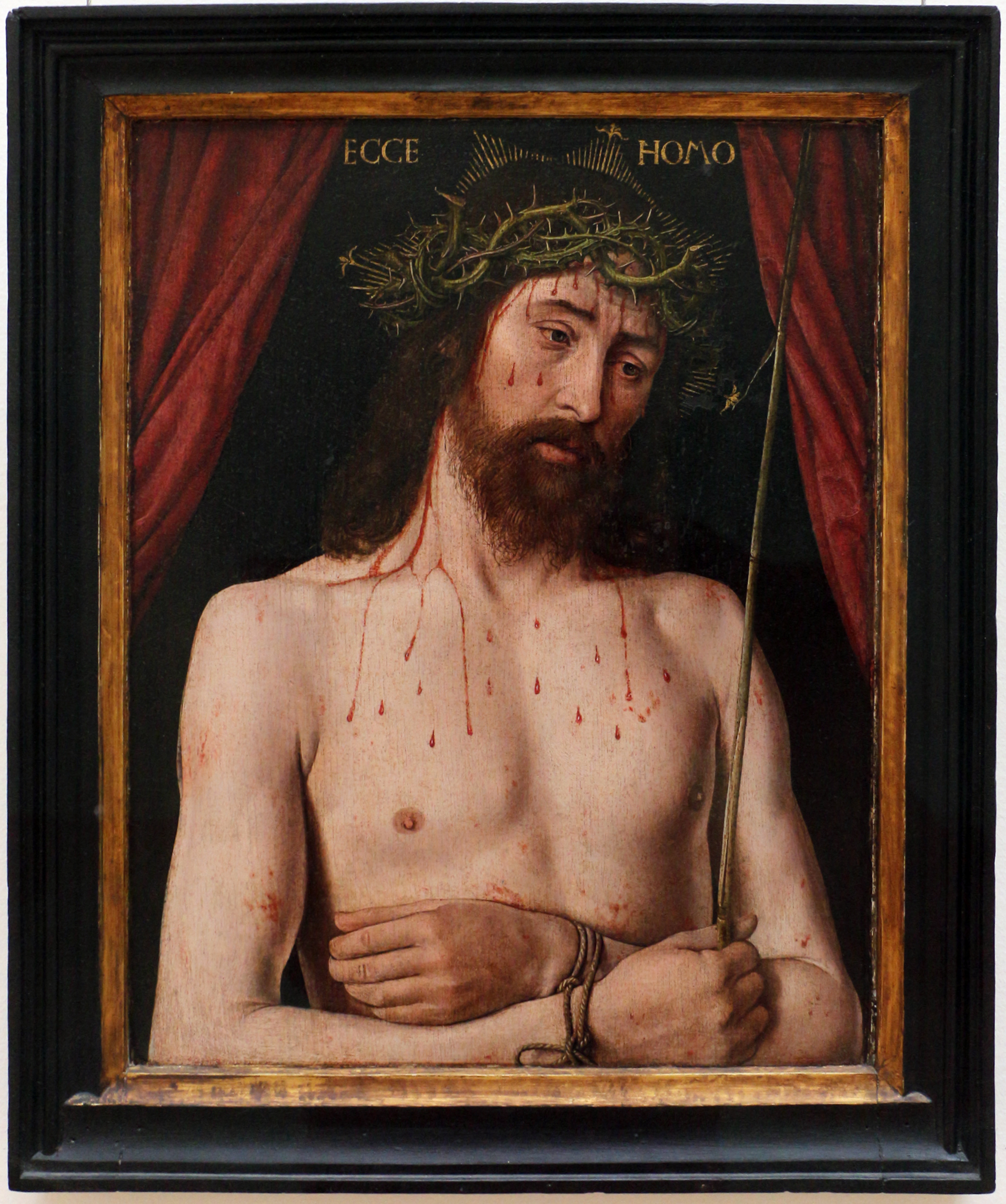
Face avant de l'Ecce Homo de Jean Hey. 1494. Musées royaux des beaux-arts de Belgique, Bruxelles

Peintures
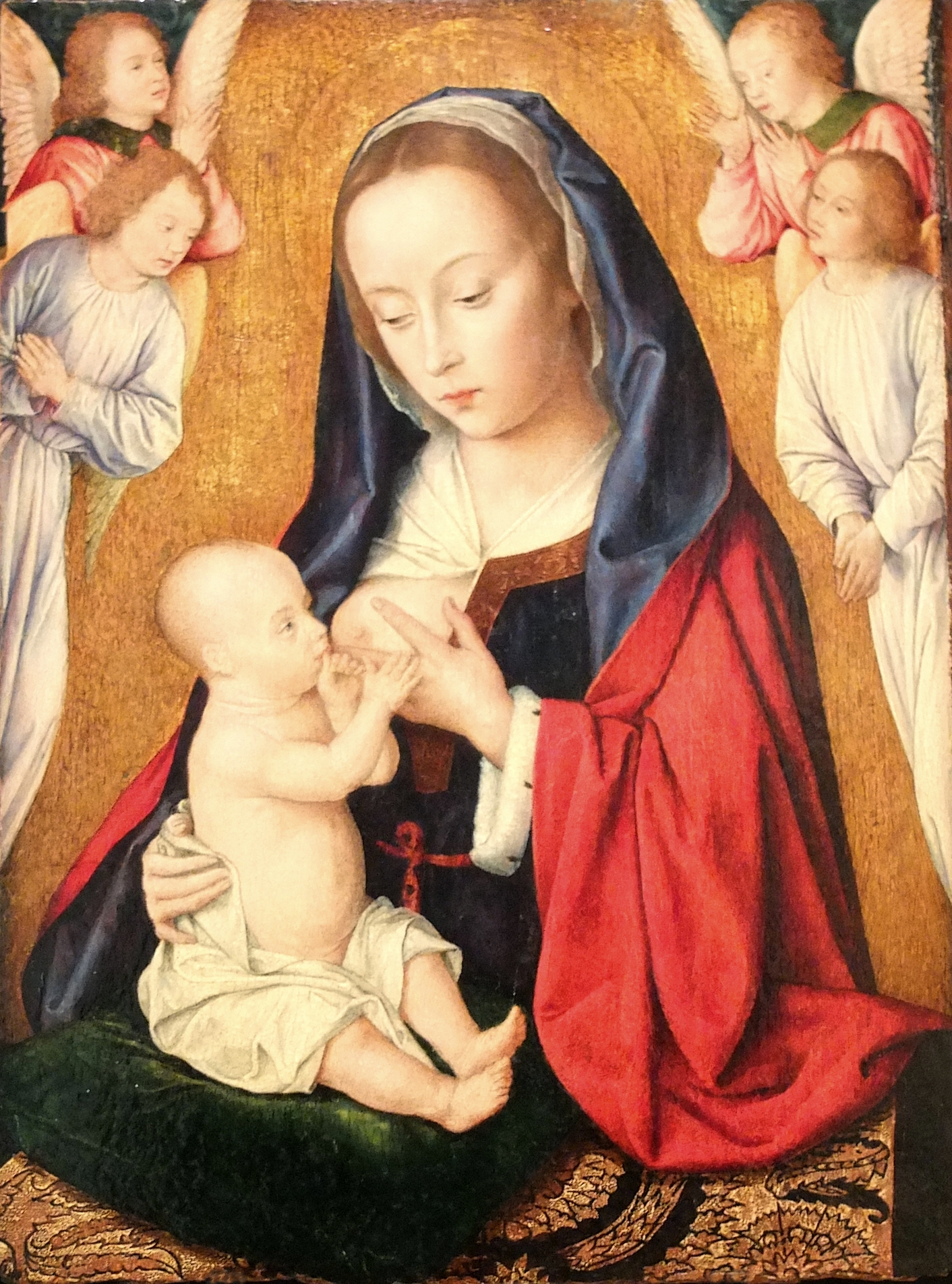
Vierge allaitant l'Enfant entourée de quatre anges en prière, vers 1495, musée de Cluny
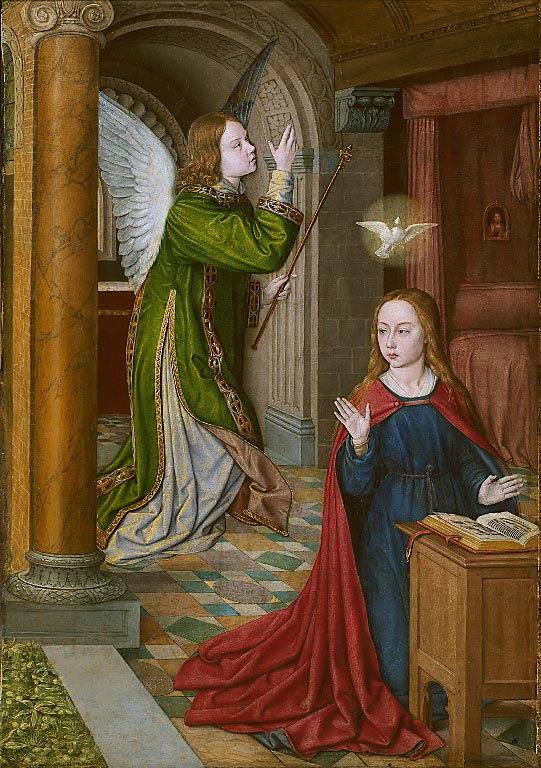
L'Annonciation, vers 1490-1495, Art Institute of Chicago
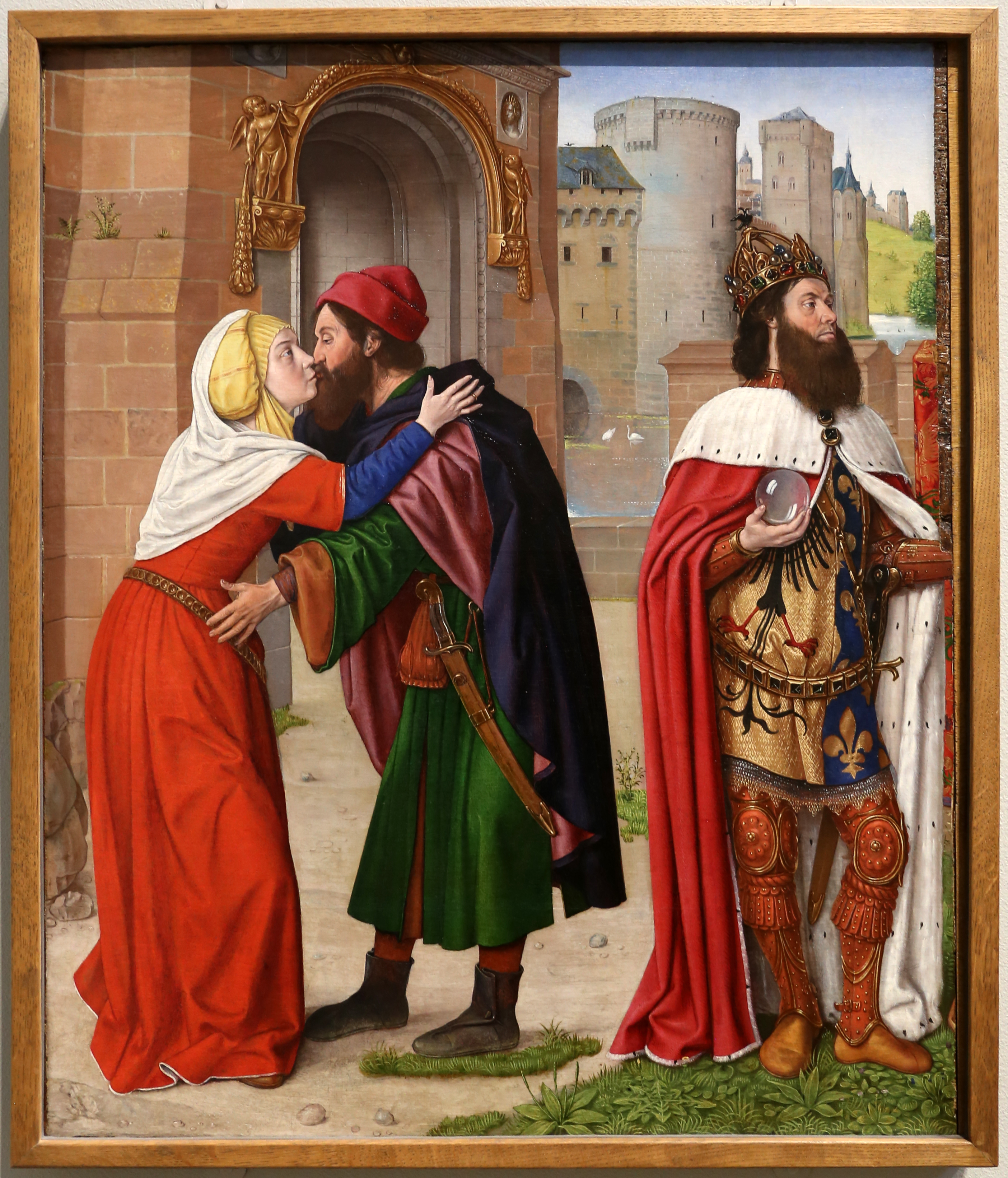
Charlemagne et la rencontre de sainte Anne et de saint Joachim à la Porte dorée, avant 1500, National Gallery, Londres
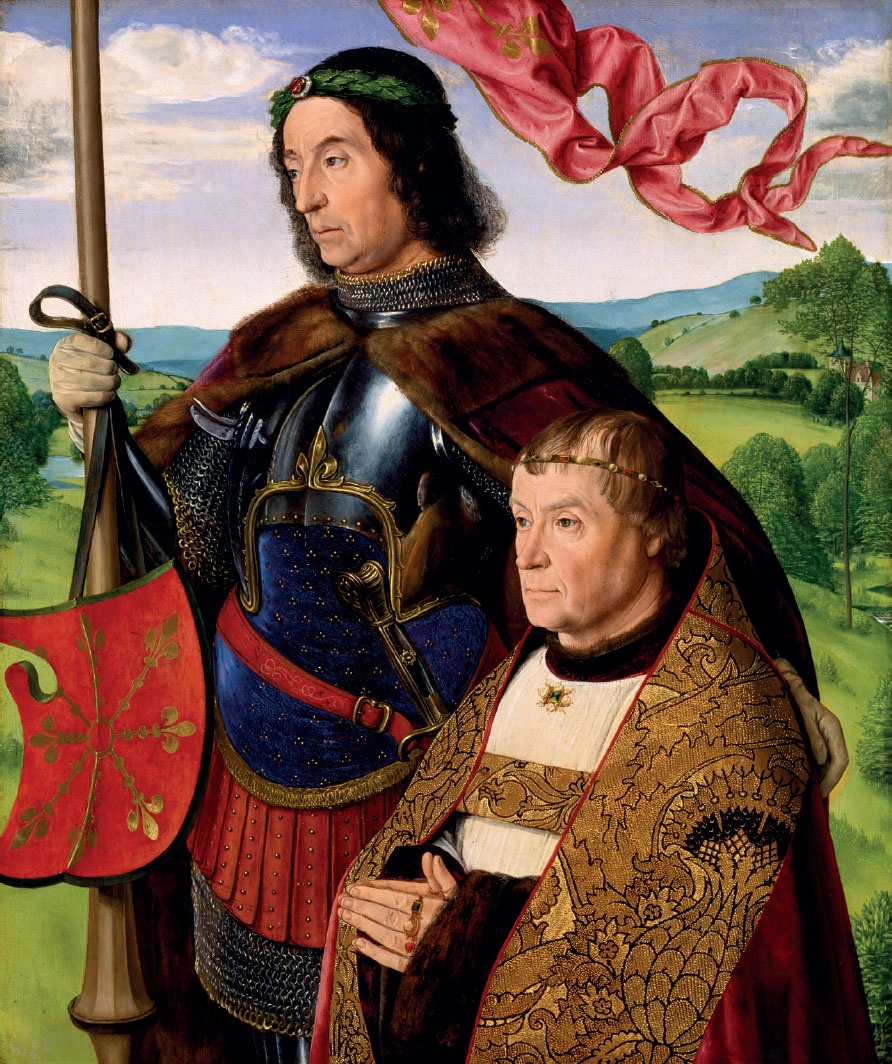
Saint saint Maurice (ou saint Victor) et donateur, vers 1500-1505, Kelvingrove Art Gallery and Museum, Glasgow.
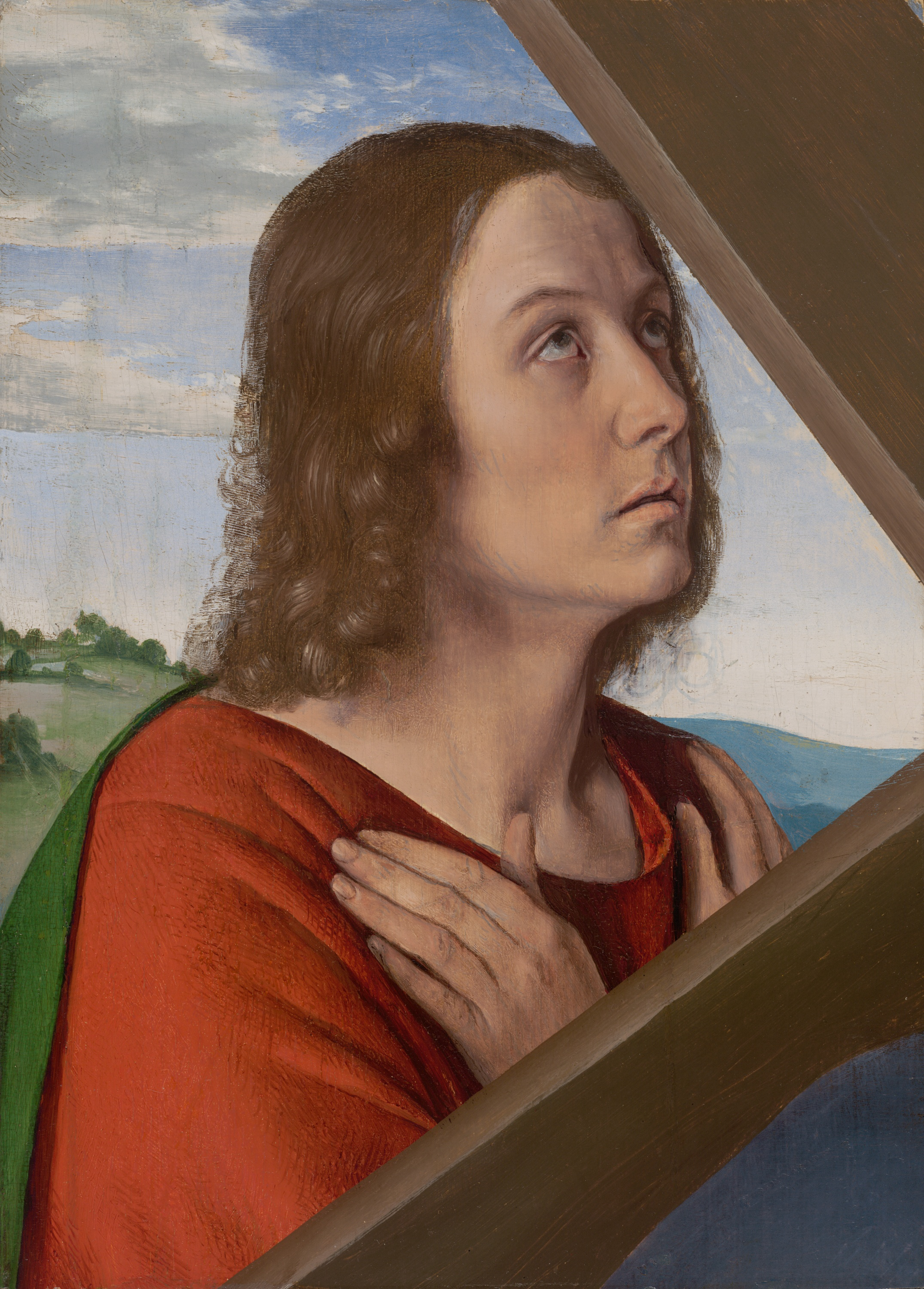
Saint Jean l'Évangéliste, vers 1500-1505, Art Institute of Chicago.
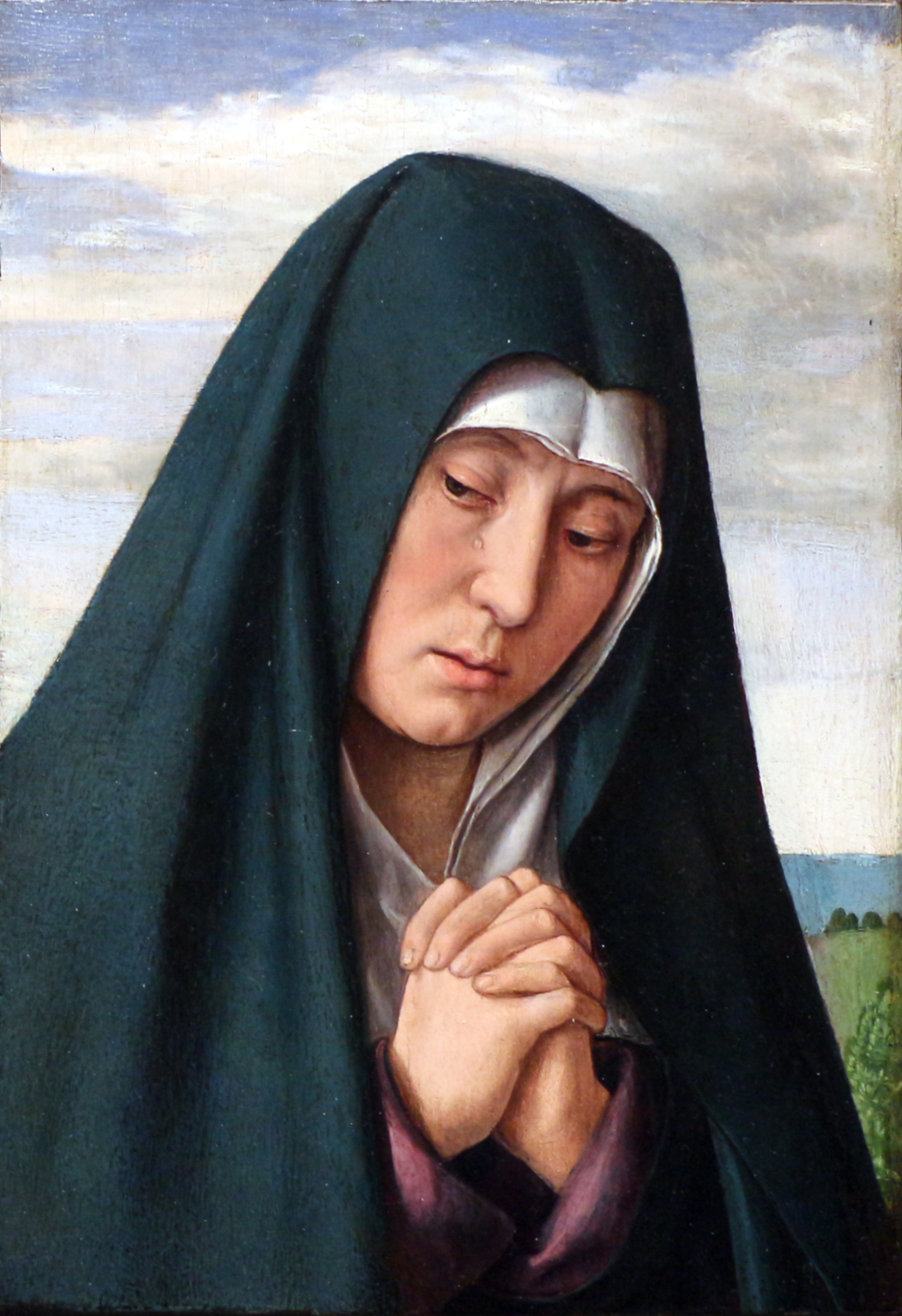
Vierge de douleur, vers 1500-1505, Art Institute of Chicago.

### Enluminure

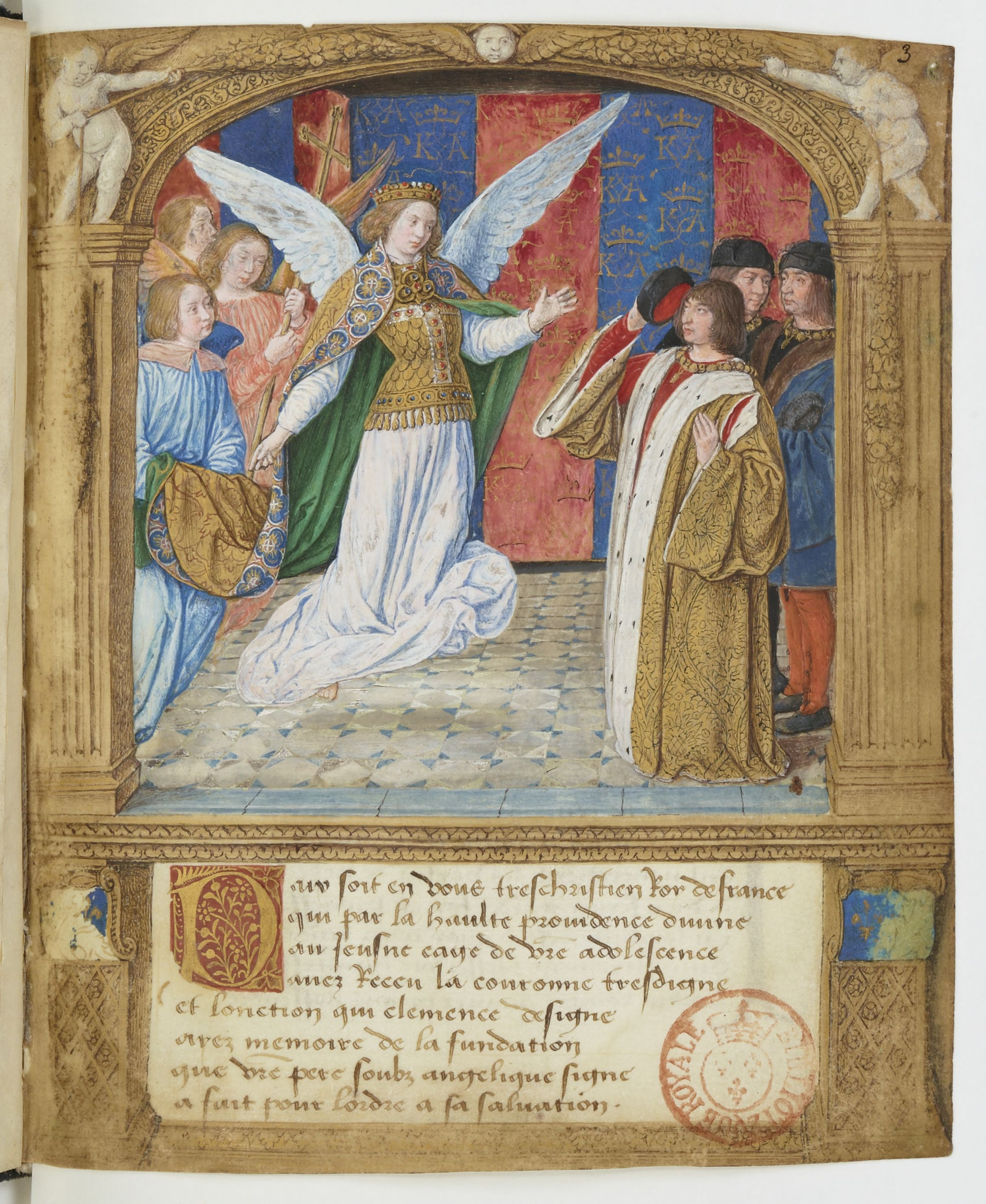
Apparition de saint Michel à Charles VIII. Bibliothèque nationale de France.

L'activité de Jean Hey en tant qu'enlumineur est relativement mal connue. Il est essentiellement un peintre de tableaux et de cartons et seule une miniature est connue de sa main. Elle lui a été commandée par son protecteur, Pierre de Bourbon pour orner un livret contenant le texte des statuts de l'ordre de Saint-Michel dans le but de l'offrir au roi Charles VIII. Sur cette miniature de frontispice, il représente une scène surnaturelle dans laquelle saint Michel apparait au roi Charles VIII, en compagnie justement de Pierre de Bourbon. Le peintre y met en œuvre son talent de portraitiste et sa main est facilement reconnaissable dans la représentation de l'ange. La scène est représentée dans un cadre architectural typiquement Renaissance.

### Dessin
- Tête de jeune femme vue de profil (vers 1480)[10],[31], dessin, plume, encre brune, sur papier préparé, 19 × 14,4 cm, musée du Louvre, Paris.

#### Monographies
- Dans la lumière de Vermeer ; catalogue d'exposition, Paris, musée de l'Orangerie, 24 septembre – 28 novembre 1966.
- Albert Châtelet, Jean Prévost : Le Maître de Moulins, Paris, Gallimard, coll. « Monographies », 2001, 207 p. (ISBN 2-07-011685-9, BNF 37718647)recension dans les Comptes rendus des séances de l'Académie des inscriptions et belles-lettres, 2003, 147-2, p. 610.
- Maurice Henry Goldblatt, Deux grands maitres français : Le Maitre de Moulins, identifié ; Jean Perréal, 40 portraits identifiés, Paris, Braun & Cie, 1961, 93 p. (OCLC 13178462)
- Frédéric Elsig, La peinture en France au XVe siècle, Milan, 5 Continents Éditions, coll. « Galerie des arts » (no 1), 2004, 156 p. (ISBN 88-7439-113-7, BNF 39989295)
- Yves Bottineau-Fuchs, Peindre en France au XVe siècle, Paris, Actes Sud, 2006, 330 p. (ISBN 2-7427-6234-5)
- Patrice Béghain, Bruno Benoît, Gérard Corneloup et Bruno Thévenon (coord.), Dictionnaire historique de Lyon, Lyon, Stéphane Bachès, 2009, 1054 p. (ISBN 978-2-915266-65-8, BNF 42001687)Voir également : Luc Hernandez, « Le « Dictionnaire historique de Lyon » est arrivé », LibéLyon,‎ 12 mai 2009 (lire en ligne).
- Philippe Dufieux et Jean-Christophe Stuccilli, L'Art de Lyon, Paris, éditions Place des Victoires, 2017, 419 p. (ISBN 978-2-8099-1438-2).
- Elisabeth Taburet-Delahaye (dir.), Geneviève Bresc-Bautier (dir.) et Thierry Crépin-Leblond (dir.), France 1500 : Entre Moyen Age et Renaissance : Catalogue de l’exposition du Grand Palais à Paris,  6 octobre 2010-10 janvier 2011, Paris, Réunion des Musées nationaux, 2010, 399 p. (ISBN 978-2-7118-5699-2).
- Patrice Béghain, Une histoire de la peinture à Lyon : de 1482 à nos jours, Lyon, S. Bachès, 2011, 363 p. (ISBN 978-2-35752-084-4, BNF 42506537)
- Yann Quero, Le Maître de Moulins, peintre de quatre reines de France, éditions Arkuiris, 2022  (ISBN 978-2-91909-036-5). Une biographie romancée de Jean Hey, qui s'efforce de reconstituer la vie du peintre à partir des biographies de ses principaux mécènes et d'une chronologie proposée de ses œuvres. Le livre reproduit en couleurs l'ensemble de ses créations, y compris certaines peu connues ou faisant l'objet de débats : peintures, dessins, enluminures, vitraux.

#### Articles
- Charles Sterling, « Jean Hey le Maître de Moulins », Revue de l'Art, nos 1-2,‎ 1968
- Nicole Reynaud, Jean Hey peintre de Moulins et son client Jean Cueillette, Revue de l'Art, no 1-2, 1968, p. 34-37
- F. de Mély, « Signatures de primitifs : L'« Ecce Homo » de Jean Hey », Revue Archéologique, Presses universitaires de France, 4e série, t. 17,‎ janvier-juin 1911, p. 315-319 (JSTOR 41021744)
- Pierre-Gilles Girault et Étienne Hamon, « Nouveaux documents sur le peintre Jean Hey et ses clients charles de Bourbon et Jean Cueillette », Bulletin monumental, Société française d'archéologie, t. 161-2,‎ 2003 (lire en ligne)
- Martha Wolff, « Reconstitution d'une scène de la Passion peinte par le Maître de Moulins », Revue de l'Art, no 147,‎ 2005, p. 57-68
- Martha Wolff, « Observations on under-drawings in painting bu the Master of Moulins », dans Invention, Nothern Renaissance studies in honor of Molly Faries, Turnhout, J. Chapuis, 2008, p. 136-151
- Philippe Lorentz, « Jean Hey », dans Dictionnaire d'histoire de l'art du Moyen Âge occidental, Paris, J.-M. Guillouët et P. Charron, 2009, p. 491-492
- Philippe Lorentz, « La place du peintre dans les arts visuels en France au XVe siècle », dans ¿ Renaissance en France, renaissance française ?, Paris, Académie de France à Rome & Somogy éditions d'art, 2009 (ISBN 978-2-7572-0173-2), p. 21-36
- Pierre-Gilles Girault, « La Peinture de chevalet. Jean Hey et la naissance d'un genre », Dossier de l'Art, no 178,‎ octobre 2010, p. 18-27
- Martha Wolff, « Le processus créatif de Jean Hey », dans Peindre en France à la Renaissance, t. 1. Les courants stylistiques au temps de Louis XII et de François Ier, Milan, Silvana Editoriale Spa, 2011, p. 195-214
- Philippe Lorentz, « Jean Hey et le vitrail. Une œuvre méconnue du peintre des Bourbons à la cathédrale de Moulins », dans Peindre en France à la Renaissance, t. 1. Les courants stylistiques au temps de Louis XII et de François Ier, Milan, Silvana Editoriale Spa, 2011 (ISBN 9788836621101), p. 179-194